# ميتش إيفانز
ميتش إيفانز (بالإنجليزية: Mitch Evans)‏ هو سائق سيارة سباق نيوزيلندي، ولد في 24 يونيو 1994 في أوكلاند في نيوزيلندا.

## وصلات خارجية
- الموقع الرسمي
- ميتش إيفانز على موقع Racing-Reference.info (الإنجليزية)
- ميتش إيفانز على موقع DriverDB.com (الإنجليزية)